# نبرد پتریا
نبرد پتریا (یونانی باستان: Πτερία) در پاییز ۵۴۷ پیش از میلاد، میان نیروهای ایرانی به رهبری کوروش و نیروهای لیدی به فرماندهی کروزوس، و در جریان فتح لیدی رخ داد. در این نبرد با وجود نیرو های بسیار کمتر کوروش نسبت به سپاه لیدی، اما به دلیل استراتژی هوشمندانه کوروش در این جنگ با تلفات زیاد هردو طرف، کروزوس از میدان نبرد فرار کرد که باعث شده این نبرد از دیدگاه بسیاری برنده ای نداشته باشد.